# Martin von Feuerstein
Martin von Feuerstein   (Barr, 6 de gener de 1856 - Múnic, 13 de febrer de 1931) (després de 1914, Martin Ritter von Feuerstein) va ser un pintor i professor d'art alemany. Va ser un adherent tardà del moviment natzarè, però també va estar molt influenciat per l'impressionisme i el Modernisme.

## Biografia
El seu pare, Johann Martin Feuerstein, era escultor. El 1870, estava estudiant a Munic. Es va traslladar a París el 1878 per a estudis posteriors amb Luc-Olivier Merson, després va treballar com a pintor d'escenes de gènere a Alsàcia de 1880 a 1882. L'any següent va fer un viatge d'estudis a Itàlia. Les seves experiències allà el van inspirar a dedicar-se a l'art religiós quan va tornar a Munic. De 1898 a 1924, va ser professor de pintura religiosa a l'Acadèmia de Belles Arts; l'última persona en ocupar aquesta cadira. Entre els seus estudiants més coneguts hi havia Theodor Baierl, Joseph Ehrismann, el pintor de l'església Josef Wittmann i Leo Götz.
El 1914, va ser batejat cavaller pel rei Lluís III de Baviera. La seva obra es pot trobar a les esglésies d'Alemanya i Alsàcia, així com a la capella alemanya de la basílica de Sant Antoni de Pàdua.

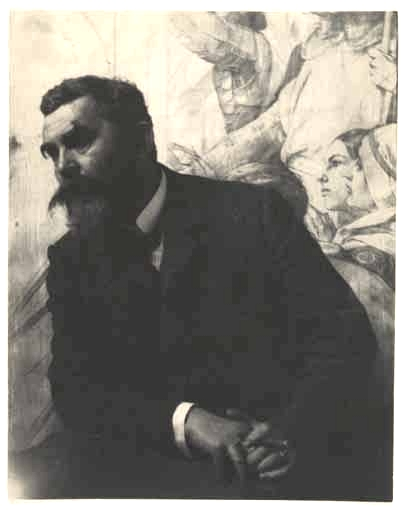
Martin von Feuerstein; fotografia de Frank Eugene (1908)